# Bo Ellis
Maurice H. "Bo" Ellis (Chicago, Illinois, 8 de agosto de 1954) es un exjugador y entrenador de baloncesto estadounidense que jugó 3 temporadas en la NBA. Con 2,06 metros de altura, lo hacía en la posición de ala-pívot.

## Trayectoria deportiva

### Universidad
Jugó durante tres temporadas con los Golden Eagles de la Universidad de Marquette, en las que promedió 14,0 puntos y 9,1 rebotes por partido. En 1977 era el capitán del equipo y una pieza clave que ayudó a conseguir el Campeonato de la NCAA, siendo además incluido en el mejor quinteto de la Final Four. Fue también elegido como parte del tercer mejor quinteto All-American de la temporada. Dado que estudiaba diseño de indumentaria, Ellis diseñó los uniformes que su equipo usó ese año por pedido del entrenador Al McGuire.

### Profesional
Fue elegido en la decimoséptima posición del Draft de la NBA de 1977 por Washington Bullets, de donde fue inmediatamente traspasado a Denver Nuggets a cambio de una primera ronda del draft del 78. Allí jugaría tres temporadas, pero siendo siempre una de las últimas opciones del banquillo. su mejor campaña fue la de su debut, la 1977-78, en la que promedió 4,3 puntos y 3,9 rebotes por partido.
Tras ser despedido, jugó una temporada más en los Maine Lumberjacks de la CBA, antes de retirarse definitivamente.

### Entrenador
Tras retirarse, en 1988 regresó a su universidad, Marquette, donde tuvo el cargo de entrenador asistente durante diez temporadas. Posteriormente fue el entrenador principal durante cinco temporadas de la Universidad Estatal de Chicago.

## Estadísticas de su carrera en la NBA

### Temporada regular
| Temporada | Edad | Equipo         | Liga | P   | TIT | MIN  | TC  | TCA | %TC  | 3P  | 3PA | %3P  | TL  | TLA | %TL  | R.OF. | R.DEF. | REB | ASIS | ROB | TAP | PER | FP  | PTS |
| 1977-78   | 23   | Denver Nuggets | NBA  | 78  |     | 15.6 | 1.7 | 4.1 | .416 |     |     |      | 0.9 | 1.3 | .692 | 1.5   | 2.4    | 3.9 | 0.9  | 0.6 | 0.6 | 1.3 | 2.7 | 4.3 |
| 1978-79   | 24   | Denver Nuggets | NBA  | 42  |     | 6.4  | 1.0 | 2.2 | .457 |     |     |      | 0.7 | 0.9 | .806 | 0.4   | 1.1    | 1.5 | 0.2  | 0.2 | 0.3 | 0.5 | 1.1 | 2.7 |
| 1979-80   | 25   | Denver Nuggets | NBA  | 48  |     | 10.5 | 1.3 | 2.8 | .449 | 0.0 | 0.1 | .000 | 0.8 | 1.1 | .755 | 1.1   | 1.4    | 2.4 | 0.6  | 0.2 | 0.5 | 0.5 | 1.4 | 3.4 |
| Total     |      |                | NBA  | 168 |     | 11.8 | 1.4 | 3.3 | .431 | 0.0 | 0.1 | .000 | 0.8 | 1.1 | .731 | 1.1   | 1.8    | 2.9 | 0.7  | 0.4 | 0.5 | 0.9 | 1.9 | 3.6 |

### Playoffs
| Temporada | Edad | Equipo         | Liga | P  | MIN | TCA | TC | 3PA | 3P | TLA | TL | R.OF. | REB | ASIS | ROB | TAP | PER | FP | PTS | %TC  | %3P | %FT   | MIN  | PTS | REB | AST |
| 1977-78   | 23   | Denver Nuggets | NBA  | 12 | 170 | 17  | 40 |     |    | 12  | 15 | 15    | 43  | 8    | 6   | 8   | 14  | 25 | 46  | .425 |     | .800  | 14.2 | 3.8 | 3.6 | 0.7 |
| 1978-79   | 24   | Denver Nuggets | NBA  | 3  | 24  | 2   | 6  |     |    | 2   | 2  | 1     | 4   | 1    | 2   | 1   | 0   | 2  | 6   | .333 |     | 1.000 | 8.0  | 2.0 | 1.3 | 0.3 |
| Total     |      |                | NBA  | 15 | 194 | 19  | 46 |     |    | 14  | 17 | 16    | 47  | 9    | 8   | 9   | 14  | 27 | 52  | .413 |     | .824  | 12.9 | 3.5 | 3.1 | 0.6 |